# Cäsar Pinnau
Cäsar F. Pinnau (Hamburgo, Alemania, 19 de abril de 1906 - Hamburgo, 29 de noviembre de 1988) fue un arquitecto y diseñador alemán. 
Después de aprender carpintería en el taller de su padre, estudió arquitectura y diseño de interiores en Múnich y Berlín. Se asoció con Fritz August Breuhaus de Groot, para el que diseñó mansiones entre 1930 y 1937. Trabajó igualmente en el diseño interno de transportes de pasajeros. En 1938 trabajó en la renovación del Palacio Presidencial de Berlín para la visita de Benito Mussolini, al igual que participó en el diseño interior de la Nueva Cancillería de Hitler, diseñada por Albert Speer. Se le encomendó posteriormente la planificación de edificios en el Eje Norte Sur de Berlín, como el de las Termas que Hitler planeaba construir. 
Luego de la Segunda Guerra Mundial, diseñó barcos para la Compañía Hamburg, siendo el primero el buque Santa Theresa, en 1953.
En 1954 construyó la mansión de Vincent Blohem (protegida como Monumento desde 1999) y posteriormente la Torre sede, la Hamburg Süd. 
Falleció en 1988 en Hamburgo y está enterrado en el Cementerio Ohlsdorfer.